# 115015 Chang Díaz
115015 Chang Díaz è un asteroide della fascia principale. Scoperto nel 2003, presenta un'orbita caratterizzata da un semiasse maggiore pari a 3,0003781 au e da un'eccentricità di 0,2973582, inclinata di 17,50863° rispetto all'eclittica.